# 馮國經
馮國經，大紫荊勳賢，GBS，CBE（1945年10月16日—），在香港出生，祖籍廣東鶴山，持有美國國籍，香港商人，利豐集團榮譽主席、香港機場管理局前主席（1999 - 2008）、香港大學校務委員會主席（2001 - 2009）、大珠三角商務委員會主席（2004 -）。
馮國經亦是港日商務合作委員會主席、瑞士時代基金會聯席主席，並於2007年 - 2008年出任國際商會副主席。他曾於1991年至2000年出任香港貿易發展局主席。

## 背景
馮國經為馮漢柱長子，母親李佩瑤是西區婦女福利會要員。馮國經是利豐集團馮氏家族的第3代傳人，曾就讀跑馬地嶺風中學小學部（1951年入讀小一，該校於1951年開辦），1962年畢業於英皇佐治五世學校（中學部）。他於1962年通過倫敦大學入學試，報考9個科目當中6科獲優異成績，3科獲良好等級；同年起前往麻省理工學院升學，修讀工業管理系學士學位，且於1966年考取電機工程碩士學位。後來於1970年在哈佛大學取得商業經濟學博士學位，並任教授，1974年返回香港加入家族擁有的利豐集團。現任馮氏集團主席。馮國經與其弟馮國綸共持有利豐70%股權。
馮國經在1997年及其後曾被認為是香港特區行政長官的熱門候選人，但他表示無意競逐特首。他與前行政長官董建華屬好友。2008年金融海嘯打擊香港經濟，馮獲香港特區政府委任為「經濟機遇委員會」成員，評估金融海嘯對香港經濟的影響及商討應對方法。不久，作為委員會成員的馮，旗下公司利豐集團卻帶頭裁員，廣受公眾批評。

## 個人生活
馮國經已婚，於1968年與殷商沈家鑑的女兒沈乃琪訂婚，1969年結婚，婚後育有2子1女。

## 公職
- 2013年 經濟發展委員會 成員
- 中國全國政協委員(第十、十一屆)。
- 香港政府策略發展委員會委員
- 世界貿易組織非正式商務顧問團成員
- 亞太經濟合作組織商務委員會香港代表(1996－2003)
- 香港政府司法人員敍用委員會成員(?-2006)

## 榮譽
- 金紫荊星章 (2003年)
- 大紫荊勳章 (2010年)

## 資料來源
1. 1 2  盧子健、何安達. . 天地圖書. 1994: 464.
2. 1 2  . 華僑日報. 1968-08-13: 12  [2023-12-10].
3. ↑  馮國經推薦珠三角當內銷平台 （页面存档备份，存于）文匯報2004-05-11
4. 1 2 3 4 5 6 7 8  . 華僑日報. 1962-08-26: 13  [2023-05-27].
5. ↑  . 華僑日報. 1952-01-25: 12  [2023-05-26].
6. 1 2  . 華僑日報. 1952-07-15: 11  [2023-05-26].
7. ↑  . 中金在線.[永久]
8. ↑  經濟機遇委員會舉行首次會議[]
9. ↑  .   [2008-11-18]. （原始内容存档于2008-12-04）. （页面存档备份，存于）